# Pestă porcină clasică
Pesta porcină clasică (PPC), numită și holera porcului, este o boală infecțioasă a porcinelor foarte contagioasă, produsă de un Pestivirus din familia Flaviviridae. Tulpinile foarte virulente a acestui virus produc o afecțiune cu mortalitate foarte ridicate, în timp ce infecțiile produse de tulpini slab virulente pot determina numai afecțiuni congenitale sau pot să treacă chiar neobservate. Pesta porcină clasică poate evolua acut, subacut, cronic sau inaparent. Gravitatea bolii este influențată și de vârsta animalelor sau de momentul infecției, care poate fi prenatal sau postnatal. Boala se manifestă în formele cu evoluție scurtă prin septicemie hemoragică, hipertermie,  hemoragii cutanate, conjunctivită, anorexie, constipație, diaree, convulsii, incoordonare în mers. În formele cu evoluție mai lungă boala se manifestă prin pneumoenterită, în forma congenitală și prin avorturi, mumifiere și malformații. În perioada 1990-2001 în țările din Europa de Est se înregistrau sporadic cazuri de pestă porcină clasică, printre care România, Ungaria, Bulgaria, Ucraina, Slovenia, Slovacia. La infecția naturală cu virusul pestei porcine clasice sunt receptivi numai porcii domestici și sălbatici. Sursa principală de infecție o reprezintă porcinele bolnave sau purtătoare de virus care elimină virionii infectanți prin secreții oronazale și lacrimale, prin dejecții, dar și prin spermă. Pesta porcină clasică nu trebuie confundată cu pesta porcină africană, cauzată de un Asfarivirus (familia Asfarviridae), ale cărei simptome sunt foarte asemănătoare.
În România primele cazuri de pestă porcină clasică au fost diagnosticate în anul 1893, când au fost identificați 5 porci bolnavi. În anul 2006, în România, au fost înregistrate un număr de 716 focare de pestă porcină clasică. În luna decembrie 2006, când a debutat campania de vaccinare, evoluau 176 de focare active de pestă porcină clasică, în 17 județe (Bacău, Bihor, Călărași, Dolj, Giurgiu, Gorj, Ialomița, Ilfov, Mehedinți, Mureș, Olt, Prahova, Satu Mare, Teleorman, Tulcea, Vaslui, Vâlcea).  Odată cu vaccinarea împotriva pestei porcine clasice a fost redus numărul de animale moarte, ucise sau altfel afectate. S-a efectuat vaccinarea contra pestei porcine a tuturor porcilor domestici, indiferent de tipul exploatației și a mistreților. Ultimul focar de pestă porcină clasică diagnosticat în România a fost înregistrat în județul Brăila, în luna octombrie 2007. Din anul 2007 și până în prezent, conform rezultatelor testelor de laborator efectuate în conformitate cu programele derulate, aprobate și cofinanțate de C.E., nu s-au mai confirmat cazuri de pestă porcină clasică. Începând cu data de 10 ianuarie 2010, România a putut comercializa pe piața europeană carne proaspătă de porc obținută în unele unități aprobate. Organizația Mondială pentru Sănătatea Animalelor a declarat România țară liberă de pestă porcină clasică în 2017.

## Transmisie
Contaminarea se poate face:
- ingestia, contactul cu conjunctiva sau membranele mucoase, abraziuni, inseminare, flux sanguin percutanat;
- prin secreții, excremente, urină și alte excrete (spermă, secreție glandulară), sânge, în timpul contactului dintre animale (posibila infecție transplacentară, porcul infectat in utero, apoi excretarea virusului timp de câteva luni);
- datorită răspândirii de către oameni și a fomitelor (unelte, vehicule, cizme, haine, instrumente, ace, etc.) contaminate în ferme;
- prin contact indirect prin spații sau situri contaminate
- distribuirea deșeurilor alimentare gata preparate la porci sau mistreți.

## Diagnostic clinic

### Formă acută
- Febră (41 ° C), anorexie, hiperemie multifocală și leziuni cutanate hemoragice, conjunctivită, cu cianoză cutanată, în special zone distal (urechi, labe, coadă, bot)
- Anomalii digestive: constipație tranzitorie, apoi diaree, cu vărsături (ocazionale)
- Anomalii respiratorii: dispnee, tuse
- Modificarea comportamentală: animalele sunt aglomerate și letargice
- A murit în 5 până la 15 zile după primele simptome, cu aproape 100% din decesele tinere

### Forma cronică
- Abatere, apetit neregulat, febră, diaree (cu o durată de până la o lună)
- O recuperare aparentă este urmată de o recidivă care duce la moarte

Forma congenitala Se caracterizeaza printr-un tremor congenital, o astenie musculara, o intarziere si evolueaza spre moarte in câteva săptamani pâna la cateva luni.
Există o formă atenuată (la femele) caracterizată prin:
- hipertermie și apetit neregulat
- nașterea de purcei vii, dar congenital infectați;
- moartea fetală (cu resorbție fetală, mumificare, naștere mortală și rareori avort)

## Vaccinuri
Vaccinurile virale modificate vii sunt eficiente în cazul în care virusul este enzootic, dar nu eradică infecția. În țările care sunt libere sau unde este în curs de eradicare, vaccinarea este de obicei interzisă.